# 郵便馬車 (ボードゲーム)
郵便馬車（ゆうびんばしゃ、Thurn und Taxis）は、中世のドイツで郵便網を広げていき、もっとも発達させることができたプレイヤーが勝利するという、ドイツのボードゲームである。ハンス・イム・グリュックより2006年に発売された。デザイナーはカレン・ザイファルトとアンドレアス・ザイファルト。
日本でも輸入されて販売されており、「郵便馬車」という名称が付けられている。

## ゲームの概要
バイエルンを中心としたドイツ周辺が舞台となる。ボード上には6枚の都市カードが並んでおり、基本的には自分のターンが回ってきたときにその6枚のカードと山札のいずれかから1枚選んで自分のものとし、手持ちの都市カードのうち1枚を出す。このとき出すカードは1枚目はどこでもいいが、2枚目以降はすでに出した都市と道路がつながっている必要があり、道路がつながっているカードが1枚もなければ破棄して新たに郵便網を作り直さなければならない。これを繰り返していって3都市以上つながっていれば郵便網を作ることができ、出したカードの都市のところに郵便局の駒を設置していくことができる。都市はそれぞれ色分けがされており、駒を置くときは「同じ色の都市にすべて置く」か「1つの色につき1つずつ置く」かを選ぶ。郵便局の駒を置いた後は自分の手持ちのカードが4枚以上のときは不要なカードを捨てて3枚にする。これを続けていって郵便網を発達させるのが目的である。
自分のターンのときには公人の力を借りることができる。各ターンごとに1人の力しか借りることはできないが、回数に制限はない。各公人の援助は以下のとおりである。
郵便局長
都市カードを2枚入手できる。
郡長
場の6枚のカードをすべて破棄して新たに6枚場に出すことができる。
御者
手持ちのカードを2枚出せる。
車大工
郵便馬車を2台余計に作れる。
ゲームにおける得点は以下の通り。いずれにおいても早く完成させるほど得られるポイントは大きい。
馬車カード
郵便網を完成させたときにもらえる。完成させた郵便網の郵便馬車数に応じて獲得できる。3〜7台まであるが、低いカードから順番に獲得していくことしかできない。車大工の援助によって、3都市しか郵便網ができていなくても5台のカードをもらうなどすることが可能。
地域タイル
都市はいくつかの地域によって分けられており、1つの地域にすべて郵便局を設置するとポイントがもらえる。
全色タイル
すべての色の都市に最低1つずつ郵便局を設置するとポイントがもらえる。
馬車タイル
多くの台数の馬車を完成させるともらえる。これは車大工による効果は無関係。
ゲーム終了条件は誰か1人がすべての郵便局を設置し終えるか最もポイントの高い馬車カードを獲得したとき。ゲーム終了時に残っている郵便局の駒の分だけポイントをマイナスし、最終的なポイントを争う。

## 受賞歴
- 2006年 ドイツ年間ゲーム大賞（Spiel des Jahres）大賞
- 2006年 日本ボードゲーム大賞フリーク賞

## 拡張版
侯爵夫人の密使(Thurn und Taxis - Der Kurier der Furstin)
「貴族の手紙」と「侯爵夫人の密使」が追加された。都市に初めて郵便局を設置した人は貴族の手紙を入手でき、公人の援助をさらに受けられるようになる。公爵夫人の密使は郵便網を完成させたときに馬車カードを受け取らなかったときに入手でき、公人のさらなる援助を受けるのに必要な貴族の手紙の枚数を減らせるのに加え、ゲーム終了時に持っているとポイントを得られる。
北部マップ(Thurn und Taxis Glanz und Gloria)
ベルギーやオランダ、北ドイツを中心としたマップとなっている。
すべての道はローマに通ず(Thurn und Taxis - Alle wege führen nach Rom)
公人タイルが追加され、公人の援助を受けるとそのタイルを獲得していくようになった。いずれかの公人タイルがなくなると場に戻すのだが、そのときの枚数に応じて利益を得られるようになった。また、聖職者タイルが追加された。聖職者をローマに到達させ、ゲーム終了時に聖職者がいればポイントが得られるが、後に同じ聖職者が到着すると自分の聖職者は取り除かれる。